# Dematic
DEMATIC является ведущим поставщиком решений по складскому оборудованию, грузопотокам и интралогистике. Штаб-квартира холдинга группы компаний Dematic располагается в Люксембурге. Головной офис Европейского региона находится в Германии, Франкфурте на Майне. Предприятие насчитывает по всему миру свыше 4000 сотрудников, занятых в сфере автоматизации логистики в 50 филиалах. В багаже группы компаний свыше 5000 смонтированных автоматизированных складов и распределительных центров. Годовой оборот Dematic составляет свыше 1 миллиарда Евро. Порт-фолио компании включает в себя как отдельные продукты, так и готовые под ключ комплексные решения по системам хранения, сортировки и транспортировки товаров, а также сбора заказов.

## Сферы деятельности
Являясь одним из лидеров своей отрасли, Dematic предлагает решения по автоматизации логистики в самых различных отраслях промышленности: пищевые продукты и напитки, товары общего назначения, оптовая торговля, производственная логистика, торговля продовольственными товарами, одежда и текстиль, прямой сбыт, и предоставление логистических услуг 3PL. Наряду с системами хранения и комиссионирования, кранами-штабелерами и конвейерным оборудованием для легких и тяжелых грузов, к основным направлениям деятельности компании относятся интегрированные решения. При этом Dematic индивидуально под каждого клиента разрабатывает интралогистические решения для повышения эффективности складских процессов благодаря высокой степени автоматизации. Кроме этого компания предлагает решения по программному обеспечению и IT для управления складом, грузопотоками и безбумажного комиссионирования. Объем предлагаемых компанией услуг также включает послепродажное сервисное обслуживание, техническую эксплуатацию объектов и текущий ремонт.

## История
История компании уходит корнями в начало девятнадцатого века: она начинается в 1819 году с основания в городе Веттер (Рур, Германия) фирмы Demag, которая в 1974 переходит к Mannesmann AG. После приобретения американской компании Рапистан образуется «Mannesmann DEMAG Fördertechnik AG». 1993 год ознаменован приобретением австралийской компании Colby а в 1997-м происходит переименование в «Mannesmann Dematic AG». Спустя 4 года предприятие переходит к компании Siemens и после слияния продолжает свою деятельность в области логистики под названием «Siemens Dematic AG». В 2006 году Siemens принимает решение о выделении направления своей деятельности «промышленная и дистрибьюторская логистика» в коммандитное товарищество Dematic GmbH & Co. KG, которое том же году приобретает инвестиционная компания «Triton». 1 октября 2007 года в результате слияния «Dematic GmbH & Co. KG» со своим комплементарием[кем?] «Dematic Beteiligungsverwaltungs GmbH» образовалась «Dematic GmbH».
С 2010 года Dematic Europe GmbH с головным офисом во Франкфурте-на-Майне отвечает за деятельность группы компаний по всей Европе, включая Россию и страны СНГ, а также курирует Бразилию, Южную Америку, Ближний и Средний Восток и Африку.
В 2010 году Dematic приобрел североамериканского поставщика логистических услуг, компанию HK Systems, расположенную в Висконсине. HK Systems специализируется на автоматизированных логистических объектах.
В марте 2020 года Dematic приобрела Digital Applications International (DAI), фирму по разработке программного обеспечения для логистики, примерно за 134 миллиона долларов.
Группа компаний Dematic со штаб-квартирой в Люксембурге имеет производственные предприятия в Европе, Китае, Австралии, США и представлена в 35 странах на всех континентах земного шара.